# SETON
『SETON』（シートン）は、メディコムトイが発売した玩具シリーズである。

## 概要
ニンテンドー ゲームキューブ用ソフト『動物番長』に登場する、四角形で構成された動物達を立体化。製品はヘッドパーツ、身体を構成するニクイタ数枚、ヘッドとニクイタを繋げるジョイントパーツ、牙や角のオプションパーツとシールで構成される。ゲームに登場する形態はもちろん、ゲームにない形態も作れる。キャラクターの大半はゲームに登場した動物だが、SERIES2には『SETON番長』など、本製品オリジナルのキャラクターもラインナップされている。スーパーパイザーとして、ゲームを企画、デザインした松本弦人が参加した。
全て初回限定生産であったため、現在は入手困難である。

## ラインナップ
括弧内はアソート率。

### SERIES1
2002年12月発売。
- ブタ+ムシ(24%) - 「ムシ」は付属品で、ニクイタと同様のパーツ。
- 草食ドーブツ(12%)
- パンダ(12%)
- シマリス(12%)
- アオヘビ(12%)
- トナカイ(8%)
- ゴリラ(8%)
- コウモリ(8%)

この他、シークレットが2種存在する。
シークレット
- saribrunei番長 - デザイナー松本弦人の事務所のロゴが入ったもの
- リアルブタ - リアル描写なブタ。

### SERIES2
2003年10月発売。
- ジンバ
- 自キャラクマ - 口から血がたれている血糊ver.
- サケクマ番長 - 唯一口の中にも図案がある。
- かえる
- 三匹の子豚番長 - 三面に顔がある。
- リアルジンバ
- 入れ墨番長
- Seton番長（赤） - 頭部は前シリーズのパッケージを模しており、ニクイタにはメディコムトイのロゴがある。

シークレットが存在するが、このSERIES2ではパッケージに存在が明記されていない。
シークレット
- リアルクマ
- イカ - 唯一スケルトンカラー。
- Seton番長(黒)
- 不明

### 限定品
- 骨(識別ファイル00)

2002年8月「ワンダーフェスティバル2002SUMMER」開催記念商品で1000体限定販売。

## その他
- 品名の由来は動物学者シートンと、英熟語「Set On」から。
- SERIES1にのみ、動物のゲームでのヘンタイジュが記された表が封入されていた。
- SERIES3まで発売が予定されていた